# Unione Sportiva Triestina 1969-1970
Questa voce raccoglie le informazioni riguardanti l'Unione Sportiva Triestina nelle competizioni ufficiali della stagione 1969-1970.

## Rosa
| N. |                   | Ruolo | Calciatore         |
| -- | ----------------- | ----- | ------------------ |
|    | Italia (bandiera) | A     | Claudio Braico     |
|    | Italia (bandiera) | P     | Walter Chendi      |
|    | Italia (bandiera) | P     | Romano Collovati   |
|    | Italia (bandiera) | D     | Giovanni D'Eri     |
|    | Italia (bandiera) | C     | Guido Del Piccolo  |
|    | Italia (bandiera) | C     | Massimo Giacomini  |
|    | Italia (bandiera) | A     | Giorgio Ive        |
|    | Italia (bandiera) | D     | Antonio Kuk        |
|    | Italia (bandiera) | A     | Desiderio Marchesi |
|    | Italia (bandiera) | D     | Paolo Martinelli   |
|    | Italia (bandiera) | A     | Ermes Moretti      |

| N. |                   | Ruolo | Calciatore        |
| -- | ----------------- | ----- | ----------------- |
|    | Italia (bandiera) | A     | Franco Naldi      |
|    | Italia (bandiera) | A     | Angelo Paina      |
|    | Italia (bandiera) | C     | Settimo Pestrin   |
|    | Italia (bandiera) | A     | Marino Rakar      |
|    | Italia (bandiera) | A     | Giovanni Ridolfi  |
|    | Italia (bandiera) | A     | Renato Sadar      |
|    | Italia (bandiera) | C     | Mirto Scala       |
|    | Italia (bandiera) | C     | Arduino Sigarini  |
|    | Italia (bandiera) | A     | Renato Tugliach   |
|    | Italia (bandiera) | A     | Giancarlo Tumiati |
|    | Italia (bandiera) | C     | Ernesto Varnier   |